# Kemal Rıfat Kalpakçıoğlu
Kemal Rıfat Kalpakçıoğlu (* 1899 in Istanbul; † 7. September 1975 ebenda) war ein türkischer Fußballspieler und -schiedsrichter. Durch seine Tätigkeit für Galatasaray Istanbul und als dessen Eigengewächs wird er mit diesem Verein assoziiert. So gehörte er jener Galatasaray-Mannschaft an, die in den 1920er Jahren den türkischen Fußball dominierte und fünf von acht möglichen Istanbuler Meisterschaften holte. Nach seiner Fußballspielerkarriere wirkte er als Fußballschiedsrichter.

## Spielerkarriere

### Verein
Kalpakçıoğlu besuchte das renommierte Galatasaray-Gymnasium und spielte hier in der Jugendabteilung des Traditionsvereins Galatasaray Istanbul – jenes Vereins, der von Schülern des Galatasaray-Gymnasiums gegründet wurde. Sein fußballerisches Talent sprach sich in der Galatasaray-Gemeinde schnell herum, sodass er 1919 als 20-Jähriger in den Kader der Fußballmannschaft Galatasaray Istanbul aufgenommen wurde. Zum Zeitpunkt seines Eintritts in den Profikader war Istanbul aufgrund der Niederlage des Osmanischen Reiches im Ersten Weltkrieg besetzt (siehe Besetzung Istanbuls). Nachdem die türkischen Mannschaften einen Großteil dieser Besetzung keine Liga mehr austrugen, wurde mit der Saison 1920/21 der Spielbetrieb der İstanbul Cuma Ligi (dt. Istanbuler Freitagsliga) wieder aufgenommen, der damals renommiertesten Liga des Landes. Kalpakçıoğlu befand sich zwar ab 1919 im Kader, kam aber bis ins Jahr 1923 über die Reservistenrolle nicht hinaus und absolvierte keine Pflichtspiele.
Mit dem Ende der Besatzung Istanbuls und der Staatsgründung der modernen Türkei wurde auch der Fußball in Istanbul reformiert. Nachdem zuvor in einigen Spielzeiten mehrere Istanbuler Ligen wie Freitagsliga und Sonntagsliga parallel existierten und miteinander konkurrierten, wurde im Sommer die İstanbul Futbol Ligi (dt. Istanbuler Fußballliga) eingeführt. Diese Liga ersetzte bzw. vereinigte alle vorherigen Istanbuler Ligen und sorgte dafür, dass alle bekannten Istanbuler Vereine in der gleichen Liga spielten. Da damals in der Türkei keine landesübergreifende Profiliga existierte, existierten stattdessen in den Ballungszentren wie Istanbul, Ankara und Izmir regionale Ligen, von denen die İstanbul Ligi (auch İstanbul Futbol Ligi genannt) als die Renommierteste galt.
Kalpakçıoğlu etablierte sich erst in dieser Liga innerhalb der Profimannschaft. In der Spielzeit 1924/25 dieser Liga wurde Kalpakçıoğlu mit seiner Mannschaft Istanbuler Meister. 
Kalpakçıoğlu spielte für seinen Verein bis zum Sommer 1928 und gewann in dieser Zeit zwei weitere Male die Istanbuler Meisterschaft.

### Nationalmannschaft
Kalpakçıoğlu begann seine Nationalmannschaftskarriere 1924 mit einem Einsatz für die türkische Nationalmannschaft im Testspiel gegen die Litauische Nationalmannschaft. Bis zum Juli 1927 absolvierte er acht weitere Partien.

## Erfolge
Mit Galatasaray Istanbul
- Meister der İstanbul Cuma Ligi: 1921/22
- Meister der İstanbul Futbol Ligi: 1924/25, 1925/26